# Thysanoessa
Thysanoessa — род морских ракообразных из класса высших ракообразных. Играет важную роль в морской пищевой цепи. Представители рода в изобилии встречаются в Арктике и Антарктике, питаясь зоопланктоном и детритом. Thysanoessa отвечают за транспортировку углерода и питательных веществ из поверхностных вод на более глубокие трофические уровни. Они служат добычей для различных рыб и обеспечивают энергией морские экосистемы, поскольку находятся на низком трофическом уровне. Большинство из них перемещаются посредством вертикальной миграции — вверх и вниз в толще воды — обеспечивая пищу для хищников на поверхности ночью и на более глубоких уровнях днем.

## Рост и развитие
Продолжительность жизни в этом роде варьирует в зависимости от вида. Средняя продолжительность жизни составляет от трех до четырёх лет. Развитие и рост происходит в течение зимы и осени. После выпуска и попадания в воду икра рассеивается и сама по себе готова к вылуплению на стадии науплиуса. Самки могут вымётывать более 10 000 икринок в течение сезона, что приводит к образованию больших популяций. Личинки тонкие, а их панцирь короткий на ранних стадиях. По мере того как тело расширяется, головогрудь становится прозрачной.

## Анатомия
Это десятиногие ракообразные, то есть у них есть пять пар ходильных ног. С помощью ног и двух Thysanoessa криль может свободно питаться и ухаживать за собой. У самцов на первой и второй антеннах есть «округлая доля», называемая щетинками. Это биолюминесцентные организмы. У них есть органы, называемые фотофорами. Биолюминесценция проходит за счет динофлагеллятов, однако полная роль фотофоров до сих пор неизвестна.

## Питание
При низких концентрациях пищи Thysanoessa имеет более высокие показатели питания по сравнению с другими крилями. Исследования показали, что высокие показатели питания обусловлены морфологией придатков и содержимым желудка. Thysanoessa имеют высокое содержание жирных кислот, поступающих от потребления веслоногих рачков, которые содержат воск-эфир. Они также питаются разлагающимся растительным материалом из взвешенных столбов воды и донных отложений. Расстояние в придатках Thysanoessa позволяет разным видам использовать различные источники питания. Многие виды Thysanoessa, например, T. inermis и T. raschii, различаются по источникам питания зимой и весной.

## Место обитания
Встречаются в западной и центральной части Баренцева моря. Разные виды живут в разных местах, некоторые из них являются бореальными, другие обитают в субантарктике. Изменения в местоположении вызваны воздействием глобального потепления и резкими изменениями температуры океана. Учитывая это, прогнозируется, что арктические среды обитания будут сильно меняться в ближайшие годы, что повлияет на рост криля и обилие питательных веществ. Перемещение криля в различных географических точках приводит к перемещению энергии в пищевой цепи. Концентрации углерода, калорий и липидов различаются в зависимости от вида и местоположения. Со временем Thysanoessa смогли адаптироваться к разным температурам в разных регионах.

## Виды

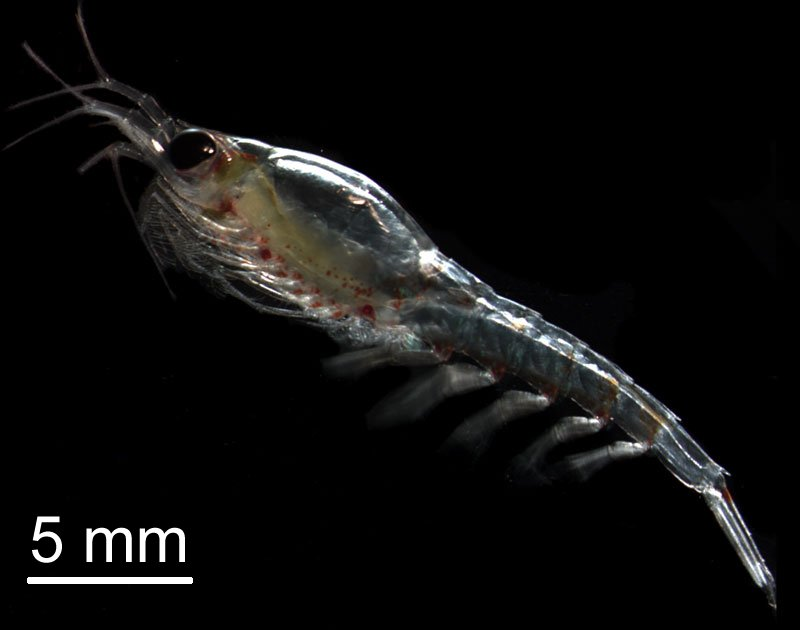
Thysanoessa inermis

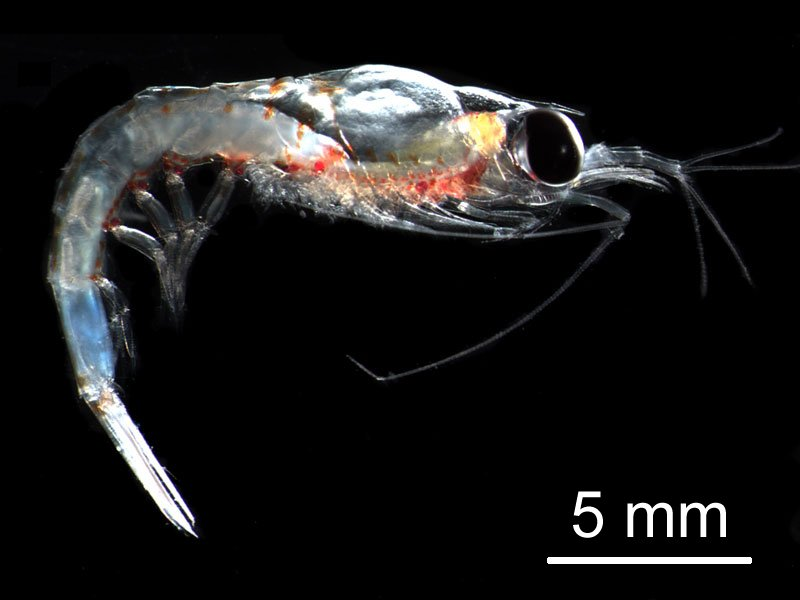
Thysanoessa longipes

- Thysanoessa gregaria G. O. Sars, 1885
- Thysanoessa inermis (Krøyer, 1846)
- Thysanoessa inspinata Nemoto, 1963
- Thysanoessa longicaudata (Krøyer, 1846)
- Thysanoessa longipes Brandt, 1851
- Thysanoessa macrura G. O. Sars, 1885
- Thysanoessa parva Hansen, 1905
- Thysanoessa raschii (M. Sars, 1864)
- Thysanoessa spinifera Holmes, 1900
- Thysanoessa vicina Hansen, 1911